# Synergida

Schematyczne przedstawienie zalążka z woreczkiem zalążkowym wewnątrz. A – okienko zalążka, B – koniec chalazalny, C – komórka jajowa, D – synergidy, E – jądra biegunowe, F – antypody.

Synergidy, komórki pomocnicze – dwie komórki należące do składającego się z trzech komórek aparatu jajowego. Znajdują się po bokach komórki jajowej, wraz z którą tworzą aparat jajowy, pełniący u okrytonasiennych funkcję rodni. Aparat ten tworzy się w woreczku zalążkowym roślin okrytonasiennych na biegunie mikropylarnym (bliżej okienka). Synergidy powstają wraz z komórką jajową, jądrami komórki centralnej i antypodami w wyniku serii trzech podziałów mitotycznych makrospory. Synergidy zazwyczaj żyją krótko i giną po zapłodnieniu komórki jajowej.
Nazwa tych komórek pochodzi od angielskiego słowa synergy – współdziałanie (=„komórki współdziałające”).